# La Roldana Plataforma
La Roldana. Plataforma por la revisión de la Historia del Arte, está formada por profesionales de historia del arte, bellas artes y diseño que reivindican a las mujeres del pasado y del presente en las artes plásticas. Tiene como objetivo lograr que las mujeres figuren en los libros de texto. La plataforma es de ámbito estatal.

## Origen
A raíz de la publicación en 1971, en la revista ArtNews, del artículo de la profesora norteamericana Linda Nochlin ¿Dónde están las grandes mujeres artistas? se empezó a reflexionar y a preguntarse por este hecho, si las mujeres en el arte habían existido y existían ¿porqué no se las veía?, este artículo sirvió para dar pie y para reivindicar que se visibilice el legado de las artistas mujeres en todos los ámbitos, ya sea en museos, galerías o en la enseñanza.

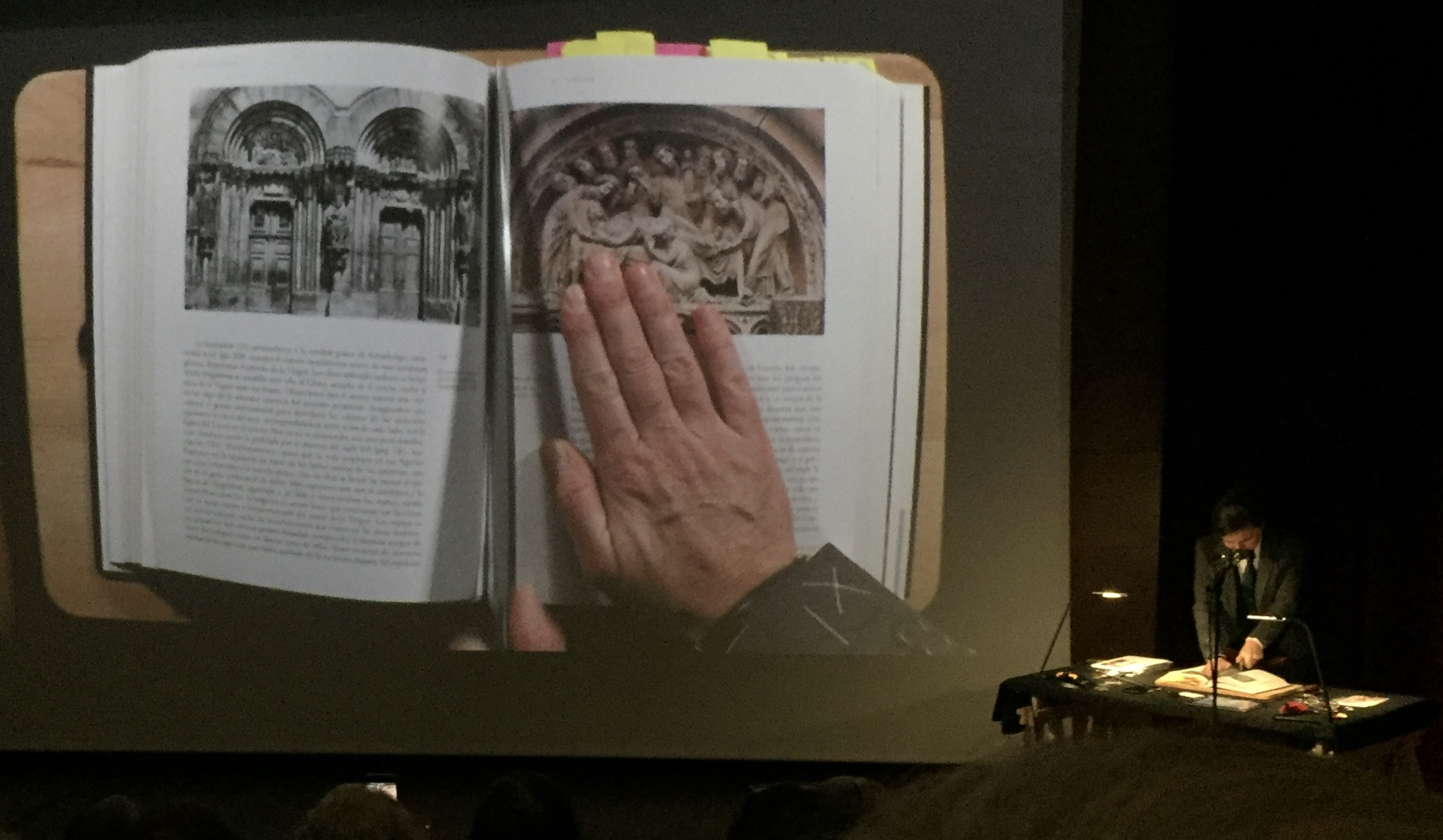
Maria Gimeno performance Queridas Viejas

La Roldana Plataforma surge de una recogida de firmas a nivel del Estado español a iniciativa de la historiadora Miriam Varela a la que se unieron otras iniciativas, como por ejemplo la impulsada por la también historiadora Montse Amorós en la Comunidad Valenciana, para incluir a las mujeres artistas en el currículum educativo y que figuren en los libros de texto, especialmente, del bachillerato. Las redes sociales facilitaron la difusión y la posibilidad de contacto entre las historiadoras, pues ambas manifestaron esta inquietud en sus cuentas: Donesartistes de Montse Amorós y La Artista Olvidada de Miriam Varela. La recogida de firmas se realizó a través de la plataforma Change.org para hacérselo llegar al ministerio de Educación
La aceptación de la propuesta condujo a la convocatoria a de una asamblea donde la dispersión geográfica jugó a favor del carácter estatal de la plataforma.
La plataforma La Roldana se dirige a las personas que deseen repensar y reescribir la historia del arte desde una perspectiva de género que concibe a la figura femenina como sujeto activo y no solo pasivo. Reivindica que las mujeres son creadoras y no solo musas.

## El nombre

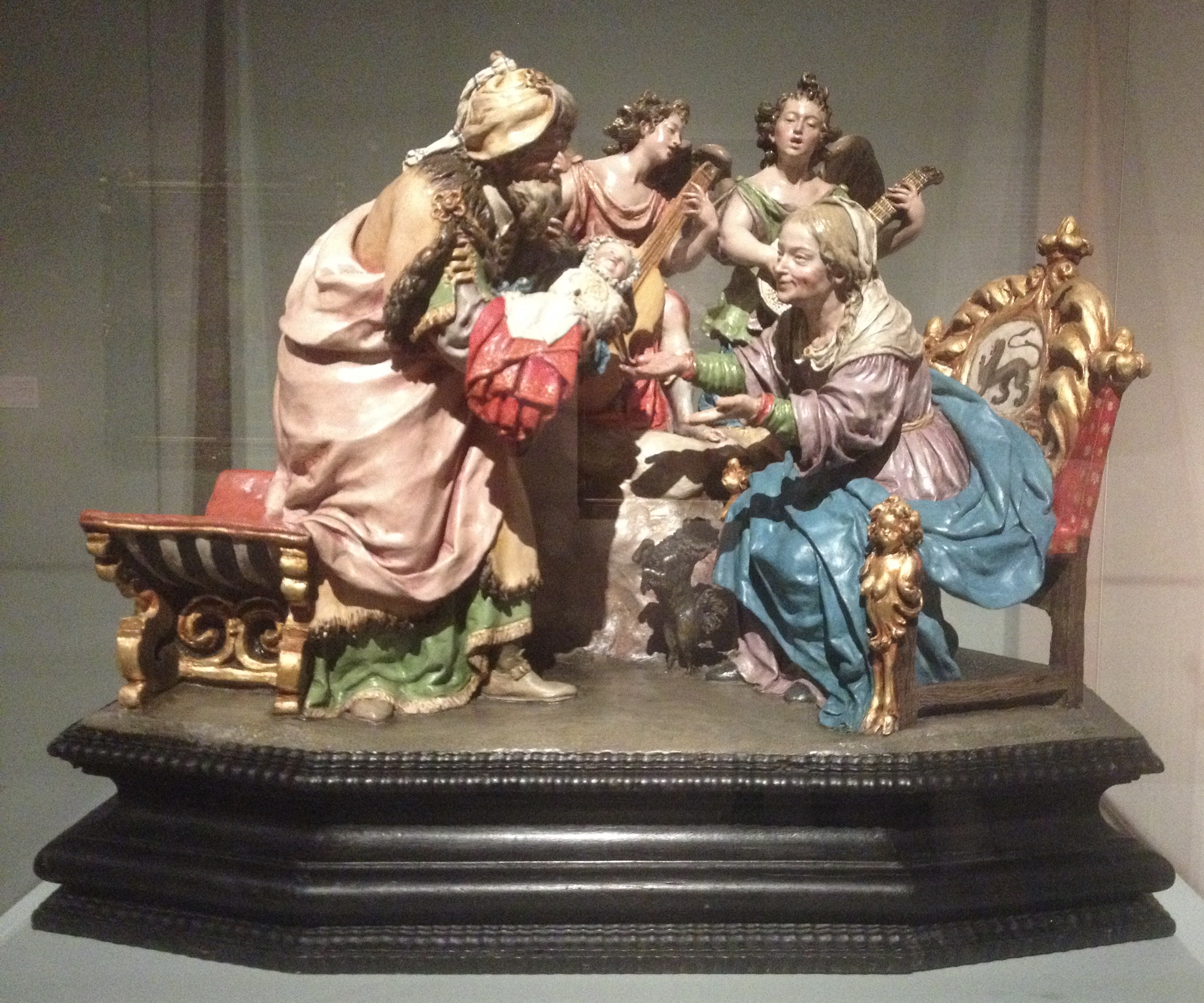
Luisa Ignacia Roldán -La Virgen Niña con San Joaquín y Santa Ana - Museo de Guadalajara -

El nombre de “La Roldana” fue elegido en honor a la primera escultora española, Luisa Roldán quien fuera escultora de cámara de los reyes españoles Carlos II y Felipe V y sin embargo su nombre no figuraba en los libros de texto.
La palabra roldana también se aplica a un tipo de polea, con el que se puede acudir a una metáfora en el que "si todas juntas trabajamos a la vez podemos ser una mayor fuerza para conseguir un objetivo”.

## Metodología de trabajo
Primeramente se procedió a realizar la elaboración de un análisis del currículo educativo en España para posteriormente hacer una propuesta de inclusión de artistas.
Se trabajó en la elaboración y en el diseño de tres catálogos con los nombres de las mujeres artistas consideradas imprescindibles. Para ello, la plataforma realizó una encuesta a más de 80 profesionales del mundo del arte, que llegaron a la conclusión de optar por 10 mujeres artistas para la asignatura de Historia del Arte y siete para cada asignatura de Fundamentos de Arte 1 y Fundamentos de Arte 2.

## Objetivos
La plataforma La Roldana pretende la revisión y nueva elaboración de los contenidos de las asignaturas de bachillerato, de Historia del Arte, Fundamentos del Arte e Historia, para conseguir los objetivos: 
- Dar visibilidad a las mujeres artistas habidas en todas las épocas y de todos los movimientos artísticos y honrar a esas artistas poniendo en valor de su trabajo.
- Contar y transmitir una historia del arte al completo, que incluya a las mujeres, no como figuras aislada, sino dentro del mismo contexto histórico-artístico que compartieron con los artistas masculinos.
- Incluir a las artistas en los temarios educativos.
- Crear referentes femeninos.

## Catálogos de Las Imprescindibles
Con el fin de incorporar las mujeres artistas y sus obras en los currículos educativos y permitir que las diferentes generaciones de estudiantes puedan estudiar en su contexto histórico tanto las obras de hombres, como de mujeres desde la plataforma La Roldana, se elaboraron catálogos con las mujeres que consideraron imprescindibles.
- Catálogo de Historia del Arte.
- Catálogo de Fundamentos del Arte 1
- Catálogo de Fundamentos del Arte 2
- Catálogo unificado